# Pievebovigliana
Pievebovigliana é uma comuna italiana da região dos Marche, província de Macerata, com cerca de 880 habitantes. Estende-se por uma área de 27 km², tendo uma densidade populacional de 33 hab/km². Faz fronteira com Caldarola, Camerino, Cessapalombo, Fiastra, Fiordimonte, Muccia, Pieve Torina.

## Demografia
| Variação demográfica do município entre 1861 e 2011                               |
|                                                                                   |
| Fonte: Istituto Nazionale di Statistica (ISTAT) - Elaboração gráfica da Wikipedia |